# Falsa economia
Em economia, uma falsa economia é uma ação que economiza dinheiro no início, mas que, por um longo período de tempo, resulta em mais dinheiro sendo gasto ou desperdiçado do que economizado. Por exemplo, pode ser uma falsa economia se um governo municipal decidir comprar os automóveis mais baratos para uso dos trabalhadores da cidade para economizar dinheiro; no entanto, se automóveis baratos tiverem um histórico de necessidade de reparos mais frequentes, os custos adicionais de reparo eliminariam qualquer economia inicial.
Fatores motivacionais por parte da parte envolvida em uma falsa economia podem estar ligados ao envolvimento de longo prazo dessa parte. Por exemplo, um incorporador imobiliário que constrói um condomínio pode entregar a estrutura finalizada à corporação condominial resultante, que é administrada por seus membros, uma vez que a última unidade seja vendida e o prédio tenha passado por uma inspeção final. A longevidade dos componentes da estrutura além da rotatividade final da instalação pode não ser um grande fator motivador para o desenvolvedor, significando que o resultado da aplicação de falsas economias pode ser mais prejudicial ao usuário final, ao contrário do desenvolvedor.
Alguns exemplos de economias falsas incluem:
- Adquirir produtos mais baratos que não duram tanto ou podem exigir mais manutenção do que as alternativas mais caras (comprar sapatos baratos, tinta barata, automóveis baratos);
- Pagar apenas o valor mínimo em uma fatura de cartão de crédito a cada mês;
- Compra de bens de consumo falsificados;
- Optar por não ter o seu veículo reparado a tempo;
- Faça você mesmo os projetos domésticos, em vez de contratar um profissional treinado para o trabalho.

Todos esses exemplos economizam uma quantia de dinheiro para o consumidor no curto prazo, mas podem acabar custando mais caro ao consumidor no futuro.
O conceito está relacionado à obsolescência planejada, em que o custo inicial mais baixo de um produto atrai compradores principalmente com base no baixo custo, mas que mais tarde podem ficar em desvantagem se o produto se tornar obsoleto cedo.
As pessoas em situação de pobreza muitas vezes optam por falsas economias quando percebem que não podem arcar com a melhor opção de longo prazo no curto prazo.